# そにしけんじ
そにし けんじ（1969年2月11日 - ）は、日本の漫画家。旧ペンネームにおまわりさんひろし、噌西けんじ、椎本サトル、塩谷仁がある。北海道札幌市出身・在住。

## 来歴
関西で育ち、京都の同志社大学の付属高では監督の誘いでラグビー部に入る（中学時代は野球をしていた）。筑波大学芸術専門学群視覚伝達デザインコース卒業。大日本印刷株式会社勤務を経て漫画家となる。
大学在学中に、『週刊少年サンデー』（小学館）の漫画賞受賞を経て、『週刊少年サンデー』掲載の「流れ力士ジャコの海」で漫画家デビューした。
子供の頃から猫好きで、元野良猫ばかり通算5匹を飼ってきた。サラリーマン時代に出会って18年間を共に過ごしたメス猫が、2013年に亡くなってからは、新しい猫は飼っていないという（2018年時点）。

## 作品リスト
- だったり（『アフタヌーンシーズン増刊』他、1999年） - 新人賞「ギャグパラ大賞」第3回入選作品。『ザリガニ課長』3巻に併録。
- ティー・エム・カンバセーション（『月刊アフタヌーン』2000年、おまわりさんひろし名義） - 「ギャグパラ大賞」第4回大賞受賞作品。『ザリガニ課長』3巻に併録。『闘え!! 父さんチョップ』の原型となる作品。
- 動物のカメちゃん（『週刊少年サンデー』2000年 - 2002年、噌西けんじ名義）
  - 闘う!動物のカメちゃん（『別冊コロコロコミック』2003年 - 2004年）
- ほぼ実話4コマ漫画（『月刊アフタヌーン』2003年 - 2005年） - 『ザリガニ課長』3巻に併録。
- 文具天国（『小学五年生』・『小学六年生』 2003年 - 2006年）
- まかせてPETくん（『プレコミックブンブン』2004年 - 2008年、連載開始当初は椎本サトル名義、連載7回目よりそにしけんじに改名。）
- 恐竜の時間（『プレコミックブンブン』2004年 - 2008年、塩谷仁名義）
- 猫ラーメン（『コミックブレイドMASAMUNE』→『月刊コミックブレイド』2007年 - 2012年）
  - 猫ラーメン物語 子猫のトーマス（『EDEN』2011年 - 2012年）
  - 新装開店！猫ラーメン（『月刊コミックガーデン』（『MAGCOMI』でも遅れ配信）2017年 - 連載中)
- ザリガニ課長（『月刊アフタヌーン』2007年 - 2010年）
- そうだ!会社へ行こう!（『まんがくらぶ』2007年 - 2009年）
- いぬ会社（原案：福田雄一、『まんがくらぶ』2007年 - 2008年）
- パンダうさぎ（『月刊コミックブンブン』2008年 - 2009年）
- キャプテン山田（『EDEN』2009年 - 2010年）
- 雀くま（『近代麻雀』2009年 - 2011年）
- いぬ五（『週刊コミックバンチ』2009年 - 2010年）
- そにマル研究所（『GAKUMANplus』2010年 - 2011年）
- 豆しば ぷちっ!（『ぷっちぐみ』2010年 - 2012年）
- 闘え!! 父さんチョップ（『月刊アフタヌーン』2010年 - 2011年）
- ほぼ０円ペット（描き下ろし単行本、講談社、2011年）
- 甘党ペンギン（『ARIA』2011年 - 2013年）
- 深海マンガ くらげちゃん（『イブニング』2011年 - 2016年）
- スカイくん（『漫画アクション』2011年 - 2012年）
- 実録！シーフードを飼う男（『クラブサンデー』2012年 - 2013年）
- 猫探偵（『月刊コミックブレイド』2012年 - 2014年）
- トロピカル侍（『ヤングマガジン』2013年 - 2015年）
- 猫ピッチャー（『読売新聞』日曜版 2013年 - 連載中[7]）
  - 猫ピッチャー外伝 勇者ミー太郎の冒険（『読売中高生新聞』2014年 - 2017年）
- ねこねこ日本史（描き下ろし単行本→『COMICリュエル』2014年 -  連載中）
- ねこ戦 三国志にゃんこ（『ニコニコエース』→『ComicWalker』→『コミックNewtype』2015年 - 2017年）
- ラガーにゃん（『女性自身』2017年 -  連載中）